# باول ماكليستر
باول ماكليستر (بالإنجليزية: Paul McAllister)‏ هو كاتب سيناريو وممثل أمريكي، ولد في 30 يونيو 1875 في بروكلين في الولايات المتحدة، وتوفي في 8 يوليو 1955 في سانتا مونيكا في الولايات المتحدة.

## وصلات خارجية
- باول ماكليستر على موقع IMDb (الإنجليزية)
- باول ماكليستر على موقع ألو سيني (الفرنسية)
- باول ماكليستر على موقع أول موفي (الإنجليزية)
- باول ماكليستر على موقع قاعدة بيانات برودواي على الإنترنت (الإنجليزية)
- باول ماكليستر على موقع قاعدة بيانات الأفلام السويدية (السويدية)
- باول ماكليستر على موقع قاعدة بيانات الفيلم (الإنجليزية)
- باول ماكليستر على موقع كينوبويسك (الروسية)